# Dom św. Faustyny w Wilnie
Dom św. Faustyny w Wilnie (lit. Šv. Faustinos namelis) – drewniany budynek z początku XX wieku, miejsce objawień św. Faustyny Kowalskiej, znajdujący się na Antokolu w Wilnie, przy ulicy Grybo 29A.
Zgromadzenie Sióstr Matki Bożej Miłosierdzia w 1908 r. zakupiło od rosyjskiego generała Bykowskiego teren w dzielnicy Antokol z przeznaczeniem na siedzibę zakonu. Wzniesiono kilka drewnianych zabudowań z których do dzisiaj zachował się tylko jeden drewniany, kilkupokojowy budynek. W latach 1933–1936 mieszkała w nim i pisała swój Dzienniczek siostra Faustyna, kanonizowana w 2000 r. Tu miała szereg wizji, w tym najsłynniejszą, podczas której Jezus Chrystus objawił jej Koronkę do Miłosierdzia Bożego. Po 1945 r. zakon został usunięty z posesji, a wszystkie budynki zburzono, wznosząc na ich miejscu budynek przedszkola. Zachował się do dzisiaj tylko dom św. Faustyny, w którym urządzono izbę pamięci świętej. W styczniu 2004 r. z Rzymu przywieziono dwa relikwiarze z relikwiami św. Faustyny; jeden umieszczono w kaplicy, drugi, w kształcie srebrnego medalika, umieszczono na drewnianym krzyżu, znajdującym się przed budynkiem. Dom św. Faustyny jest obecnie celem licznych pielgrzymek.